# جون كوب (سياسي)
جون كوب هو سياسي كندي، ولد في 18 يناير 1903، وتوفي في 21 أغسطس 1959.